# Believe (米倉千尋のアルバム)
『Believe』（ビリーブ）は、米倉千尋の1stアルバム。1996年7月5日にキングレコードから発売された。

## 概要
- 初回盤のみBOX仕様になっている。
- 2曲目『嵐の中で輝いて（Stormy Version）』は、デビューシングルのリミックスである。
- 6曲目『未来の二人に（Acoustic Version）』は、後にオリジナルバージョンが、4thシングルとなる曲で、OVA『機動戦士ガンダム 第08MS小隊』グランドエンディングテーマ。
- 7曲目『10 YEARS AFTER（Forever Version）』は、デビューシングルのカップリングのリミックス。
- 8曲目『TRY ON MY DREAMS』は、後の3rdシングル『オレンジ色のKissをあげよう』カップリングとしてシングルカットされ、ベストアルバム『Little Voice』にも収録される。

## 収録曲
1. プロローグ（10 YEARS AFTER）
作詞：朝倉京子、作曲：三浦一年、編曲：H.Kohshun・Chihiro
2. 嵐の中で輝いて（Stormy Version）
作詞：渡辺なつみ、作曲：夢野真音、編曲：見良津健雄
3. Yes, I Will
作詞：渡辺なつみ、作曲：夢野真音、編曲：亀田誠治
4. Love in Motion〜ダイナマイト・ラブ〜
作詞：朝倉京子、作曲：三浦一年、編曲：亀田誠治
5. 世界中の悲しみから
作詞・作曲：ELLIS、編曲：亀田誠治
6. 未来の二人に（Acoustic Version）
作詞：工藤哲雄、作曲：都志見隆、編曲：亀田誠治
7. 10 YEARS AFTER（Forever Version）
作詞：朝倉京子、作曲：三浦一年、編曲：見良津健雄
8. TRY ON MY DREAMS
作詞：朝倉京子、作曲：三浦一年、編曲：亀田誠治
9. あなたがいた季節
作詞：朝倉京子、作曲：夢野真音、編曲：亀田誠治
10. Believe〜あなただけ映したい〜
作詞：渡辺なつみ、作曲：佐々木真理、編曲：亀田誠治

## タイアップ
| 曲名                          | タイアップ                                           | 備考          |
| ----------------------------- | ---------------------------------------------------- | ------------- |
| Believe〜あなただけ映したい〜 | TBS系列『さんまのSUPERからくりTV』エンディングテーマ | 2ndシングル。 |